# Magdalena Dandourian
Magdalena Dandourian (ur. 12 października 1971 w Grudziądzu) – polska aktorka, kierownik produkcji telewizyjnej, producentka, reżyser, autorka scenariuszy telewizyjnych. Jest absolwentką prywatnej Szkoły Aktorskiej i Telewizyjnej SPOT w Krakowie. Obecnie redaktor naczelna magazynu „Life and More”.
- 2006: Magazyn Turystyczny Łukasza Bajbaka (emisja TV Biznes) - produkcja[potrzebny przypis]
- 2004: Wideo Party program muzyczny Marka Sierockiego - produkcja[potrzebny przypis]
- od 2003: wydawca Niezbędnika Architekta - prezentacji i pisma branżowego dla architektów[potrzebny przypis]
- 2002–2006: Wieści Polonijne program informacyjny Telewizji Polonia - produkcja [potrzebny przypis]
- 2002: Pamięć o Enigmie - scenariusz i realizacja
- 2000/2001: The Winter Universiade 2001 Zakopane film promocyjny dla Zakopanego - produkcja [potrzebny przypis]
- 2000/2002: produkcja Teledysku Zapomnieć; Tomek Zabiegałowski & Robert Chojnacki[potrzebny przypis]
- 2000/2002: Magazyn Polonijny - produkcja [potrzebny przypis]
- 1999: Niebo w gębie pierwszy program telewizyjny z udziałem Macieja Kuronia (emisja Wot - scenariusz i realizacja[potrzebny przypis]
- 1998: Gwiazdy i Rozgwiazdy teleturniej o tematyce filmowej, realizowany na żywo z udziałem widzów (emisja Polsat) - producent wykonawczy i wydawca[potrzebny przypis]
- 1997: Boża podszewka – jako Żydówka (niewymieniona w czołówce)
- 1995: Cudowne miejsce – jako Młódka
- 1994: Psy 2. Ostatnia krew – jako Nadia
- 1993: Lista Schindlera (Schindler’s List) – jako Niusia Horowitz